# Ozero Orechovoje
Ozero Orechovoje (ryska: Озеро Ореховое) är en sjö i Belarus.   Den ligger i voblasten Minsks voblast, i den norra delen av landet, 110 km norr om huvudstaden Minsk. Ozero Orechovoje ligger 173 meter över havet. Arean är 0,20 kvadratkilometer. Den sträcker sig 0,6 kilometer i nord-sydlig riktning, och 0,5 kilometer i öst-västlig riktning.
Omgivningarna runt Ozero Orechovoje är en mosaik av jordbruksmark och naturlig växtlighet. Runt Ozero Orechovoje är det glesbefolkat, med 17 invånare per kvadratkilometer.